# پیرو بادامک

پویانمایی از یک بادامک وپیرو نوک تیز در زیر آن

پیرو بادامک (به انگلیسی: Cam follower) قطعه‌ای است که به صورت طراحی شده تا بادامک بتواند روی آن بلغزد و حرکت چرخشی بادامک را به نوسانات عمودی تبدیل کند، تا با این روش حرکت رفت برگشتی تکرار پذیر با دوره تناوب معین برای مقصودی خاص ایجاد گردد. (مانند حرکت بادامک و سوپاپ در موتور درون‌سوز)

## تقسیم‌بندی
پیرو بادامک را از نظر شکل ظاهری به چند دسته زیر تقسیم می‌کنند.
۱- پیرو غلتکی
۲-پیرو نوک تیز
۳-پیرو تخت